# 底栖短浆蟹
底栖短浆蟹（学名：Thalamita prymna）为梭子蟹科短浆蟹属的动物。分布于日本、澳大利亚、新加坡、印度、红海、台湾岛以及中国大陆的广西、西沙群岛、海南岛等地，生活环境为海水，常见于低潮线附近的岩石区或珊瑚礁中。